# Не се замисляй
„Не се замисляй“ (на английски: Don't Think Twice) е американски трагикомичен филм от 2016 година на режисьора Майк Бърбиглия, който също е сценарист и актьор във филма. Във филма участват Кийган-Майкъл Кий, Гилиън Джейкъбс, Кейт Микучи, Крис Гетард, Тами Сагър и др. Филмът прави световната си премиера на South by Southwest на 13 март 2016 г. и е пуснат по кината на 22 юли 2016 г. в САЩ.
В България филмът е излъчен на 24 февруари 2020 г. по bTV Comedy. Дублажът е на студио Медиа Линк. Екипът се състои от:
| Озвучаващи артисти  | Даниела Йорданова Петя Абаджиева Васил Бинев Димитър Ангелов Тодор Георгиев |
| Преводач            | Вилма Карталска                                                             |
| Тонрежисьор         | Александър Тодоров                                                          |
| Режисьор на дублажа | Дора Маринова                                                               |